# Allan Houston
Allan Wade Houston (Louisville, Kentucky; 20 de abril de 1971) es un exjugador de baloncesto estadounidense que militó en la NBA desde 1993 hasta 2005, desarrollando su carrera en Detroit Pistons y New York Knicks. Con 1,98 metros de estatura, jugaba en la posición de escolta.

## Carrera

### Universidad
Houston acudió al Ballard High School en Louisville, donde logró el campeonato estatal en Kentucky en 1988. En febrero de 1997 su dorsal 20 fue retirado por el instituto. Después pasó 4 temporadas en la Universidad de Tennessee, donde estuvo desde 1989 hasta 1993, entrenado por su padre Wade Houston.
Debutó en la temporada 1989-90 con unos espectaculares promedios de 20.3 puntos, 2.9 rebotes y 4.2 asistencias. Destacó también el 43.2 de porcentaje que se marcó en triples. Como sophomore, en la 1990-91 se marcó su mejor temporada en puntos con 23.7 puntos, 3.1 rebotes y 3.9 asistencias, con grandes porcentajes, nuevamente, desde la línea de 3 puntos, 42.9.
Firmó una temporada muy completa en su año júnior, con 21.1 puntos (41.8 en triples), 5.3 rebotes y 3.2 asistencias. En su última temporada, la 1992-93 acabó con 22.3 puntos, 4.8 rebotes y 3.1 asistencias de media. Fue nombrado en el 2.º Quinteto All-America por The Sporting News. Durante sus 4 temporadas fue incluido en el Mejor Quinteto de la Southeastern Conference
Allan finalizó su trayectoria con los Volunteers como máximo anotador en la historia de la universidad con 2801 puntos, superando los 2249 de Ernie Grunfeld, curiosamente antiguo presidente y GM de los Knicks, equipo donde Houston posteriormente desarrollaría gran parte de su carrera deportiva. Además, acabó como 2.º máximo anotador de todos los tiempos y máximo triplista en la SEC y decimotercer anotador en la clasificación histórica de puntos en la NCAA. Houston y otro ex-Knicks como Bernard King son los únicos Vols en alcanzar los 1000 puntos en menos de dos temporadas.
Sus promedios globales fueron de 21.9 puntos (con 46 % en tiros de campo y 42.4 en triples), 4 rebotes y 3.6 asistencias. Único jugador en Tennessee en registrar 2000 puntos, 400 rebotes y 400 asistencias en su carrera.

### NBA
Houston fue elegido por Detroit Pistons en el puesto 11 del draft de 1993. Como rookie en la temporada 1993-94 promedió 8.5 puntos. Cuajó su mejor partido frente a Charlotte Hornets con 31 puntos el 23 de abril de 1994. Mejoró con 14.5 puntos, 2.2 rebotes y 2.2 asistencias como sophomore, hasta ganarse un nombre importante dentro de la liga en su tercera temporada, la 1995-96, donde firmó 19.7 puntos. En su tercera campaña en Detroit llegó a los playoffs por primera vez en su carrera deportiva, y firmó 25 puntos en la derrota por 3-0 ante Orlando Magic.
En el verano de 1996 su contrato de rookie expiró y firmó como agente libre con New York Knicks, donde disputó 9 temporadas y se consagró como un jugador de élite en la NBA. Mientras a Detroit se le venía abajo la idea de juntar una pareja en la que tenían depositadas mucha confianza como era la de Grant Hill y Allan Houston.
En su primera campaña en los Knicks, la temporada 1996-1997, pasó de jugar 37.5 minutos, como hizo en su último año en Detroit, a disputar 33.1, de ahí la bajada de sus promedios, de 19.7 a 14.8. Eso si, disputó los 81 partidos como titular indiscutible, en detrimento de John Starks. En su primera temporada con New York llegó a los playoffs, donde cayeron 4-3 ante Miami Heat en semifinales de conferencia. En postemporada aumentó sustancialmente sus números con 19.2 puntos, 2.6 rebotes y 2.3 asistencias.
Desde 1997 hasta 2001 visitó los playoffs con los Knicks junto con Patrick Ewing hasta el 2000 y con Sprewell desde 1998 hasta 2001. El logro más importante fue la Final de 1999, a la que llegaron tras entrar en playoffs con el octavo mejor registro de la Conferencia Este. Perdieron 4-1 ante los Spurs de Tim Duncan y David Robinson. En aquellos playoffs grabó otro de sus momentos más memorables, una canasta en el 5.º partido de 1.ª ronda ante Miami Heat el 16 de mayo de 1999 que llevó al equipo a las semifinales de conferencia. Tanto en 2000 como en 2001 estuvo presente en el All-Star Game, donde debutó con 11 puntos en 18 minutos. En 2001 se quedó en 5 puntos, 3 rebotes y 3 asistencias.
En los Juegos Olímpicos de Sídney en 2000 obtuvo la medalla de oro con Estados Unidos, promediando 8 puntos por partido. Un año antes, en 1999, logró el campeonato en el Torneo de las Américas.
Durante el verano de 2001, más concretamente el 21 de julio, Houston firmó por el máximo con los Knicks.
En la temporada 2001-02 igualó el récord de más puntos anotados en un cuarto, igualando los 24 de Willis Reed en 1967. Fue ante Milwaukee Bucks el 12 de enero de 2002.
Durante ese periodo de tiempo donde New York era un fijo en playoffs Houston firmó grandes temporadas, con promedios de 17.5 puntos, más de 3 rebotes y de 2 asistencias. Sin embargo, su mejor temporada estadísticamente fue la temporada 2002-03, donde promedió 22.5 puntos, un año antes se quedó en 20.5, segunda mejor marca personal en puntos por partido del escolta. El 16 de febrero de 2003 firmó ante Los Angeles Lakers el mejor partido que se le recuerda en la NBA, en una exhibición que le llevó a anotar 53 puntos en el STAPLES Center. Aquella temporada tuvo otro partido de 50 puntos, los únicos de toda su carrera. De 40 puntos pasó 4 veces, todas ellas con la camiseta de New York.
En 2004 el contrato de Houston empezaba a convertirse en una losa debido a los problemas de lesiones que empezaban a asolar al jugador. En la temporada temporada 2003-04 se perdió 32 partidos y promedió 18.5 puntos, mientras que en la 2004-05 tan sólo disputó 20 partidos firmando 11.9 puntos de media, dado que la rodilla todavía no estaba completamente recuperada. Esa rodilla obligó a Houston a anunciar su retirada el 17 de octubre de 2005.
En marzo de 2007 se rumoreó que Houston quería volver a las pistas y que Miami Heat, Detroit Pistons, Cleveland Cavaliers, San Antonio Spurs y Phoenix Suns estaban interesados en sus servicios. Incluso no se descartaron a los Knicks, equipo con el cual regresó a la competición finalmente.
Houston se retiró como uno de los más prolíficos anotadores en la historia de los Knicks. En la historia de la franquicia, Allan finalizó 2.º de todos los tiempos en triples anotados (890), sólo superado por John Starks, y 11.º en toda la NBA, 4.º en puntos (10.928), sólo superado por Patrick Ewing, Walt Frazier y Willis Reed y 8.º en puntos por partido (18.8).

## Regla Allan Houston
Esta regla fue una medida orientada a permitir a las franquicias deshacerse de un jugador de contrato elevado para no tener que pagar impuestos de lujo sobre el mismo, antes de la fecha límite.
La cláusula, que fue uno de los resultados del nuevo convenio laboral firmado entre el sindicato de jugadores y la liga, pretendía por aquel entonces aliviarles la carga a los equipos que se exceden del tope salarial para que puedan eliminar hasta un contrato por franquicia y que el mismo no cuente contra las cantidades excedidas, por lo que no haya que pagar impuesto de lujo, a razón de dólar por dólar. En otras palabras y a manera de ejemplo, un equipo que tenga a un jugador con un contrato de 8 millones por año y esté excedido del presupuesto aprobado por unos 10 millones de dólares, puede dejar libre a ese jugador y ahorrarse 8 millones en impuesto de lujo, por lo que su total a pagar a la liga será de apenas 2 millones.
El jugador, ya agente libre, puede ser firmado por cualquier otro equipo por una cantidad de dinero adicional a la que su club original viene obligado a pagarle.
Esta regla fue bautizada por la prensa especializada como la "Allan Houston Rule", pues se entendía que si a algún equipo le venía como anillo al dedo era a los New York Knicks, para deshacerse del impuesto que causaba el alto contrato del veterano con problemas de lesiones, a quien se le pagó unos $40 millones por los próximos dos años que le restaban. Pero, sorprendentemente, los Knicks decidieron quedarse con Houston y deshacerse de Jerome Williams, quien hubiese ganado aproximadamente 23 millones por los próximos tres años.
Defendiendo su decisión, los funcionarios de los Knicks alegaron que Houston, a pesar de contar con 34 años de edad y de sufrir de una condición artrítica en la rodilla izquierda, ha estado trabajando incansablemente en su recuperación, ha fortalecido sus piernas, sigue siendo el mejor tirador a distancia que tiene el equipo y siempre ha sido un jugador que lo ha dado todo por los Knicks.
Después de tres años de inactividad Houston regresa a jugar a los New York Knicks a partir de la temporada 2008-2009. Con 36 años de edad, uno de los mejores lanzadores a distancia de la liga.

## Estadísticas de su carrera en la NBA
|  | Líder de la liga |

### Temporada regular
| Año      | Equipo   | PJ  | PT  | MPP  | %TC  | %3P  | %TL   | RPP | APP | ROB | TPP | PPP  |
| -------- | -------- | --- | --- | ---- | ---- | ---- | ----- | --- | --- | --- | --- | ---- |
| 1993–94  | Detroit  | 79  | 20  | 19.2 | .405 | .299 | .824  | 1.5 | 1.3 | .4  | .2  | 8.5  |
| 1994–95  | Detroit  | 76  | 39  | 26.3 | .463 | .424 | .860  | 2.2 | 2.2 | .8  | .2  | 14.5 |
| 1995–96  | Detroit  | 82  | 75  | 37.5 | .453 | .427 | .823  | 3.7 | 3.0 | .7  | .2  | 19.7 |
| 1996–97  | New York | 81  | 81  | 33.1 | .423 | .385 | .803  | 3.0 | 2.2 | .5  | .2  | 14.8 |
| 1997–98  | New York | 82  | 82  | 34.7 | .447 | .385 | .851  | 3.3 | 2.6 | .8  | .3  | 18.4 |
| 1998–99  | New York | 50  | 50  | 36.3 | .418 | .407 | .862  | 3.0 | 2.7 | .7  | .2  | 16.3 |
| 1999–00  | New York | 82  | 82  | 38.6 | .483 | .436 | .838  | 3.3 | 2.7 | .8  | .2  | 19.7 |
| 2000–01  | New York | 78  | 78  | 36.6 | .449 | .381 | .909  | 3.6 | 2.2 | .7  | .1  | 18.7 |
| 2001–02  | New York | 77  | 77  | 37.8 | .437 | .393 | .870  | 3.3 | 2.5 | .7  | .1  | 20.4 |
| 2002–03  | New York | 82  | 82  | 37.9 | .445 | .396 | .919  | 2.8 | 2.7 | .7  | .1  | 22.5 |
| 2003–04  | New York | 50  | 50  | 36.0 | .435 | .431 | .913  | 2.4 | 2.0 | .8  | .0  | 18.5 |
| 2004–05  | New York | 20  | 11  | 26.6 | .415 | .388 | .837  | 1.2 | 2.1 | .4  | .1  | 11.9 |
| Total    | Total    | 839 | 727 | 33.7 | .444 | .402 | .863  | 2.9 | 2.4 | .7  | .1  | 17.3 |
| All-Star | All-Star | 2   | 0   | 16.5 | .333 | .400 | 1.000 | 1.5 | 2.5 | .5  | .0  | 8.0  |

### Playoffs
| Año   | Equipo   | PJ | PT | MPP  | %TC  | %3P  | %TL   | RPP | APP | ROB | TPP | PPP  |
| ----- | -------- | -- | -- | ---- | ---- | ---- | ----- | --- | --- | --- | --- | ---- |
| 1996  | Detroit  | 3  | 3  | 45.3 | .431 | .333 | .900  | 2.6 | 2.0 | .0  | .0  | 25.0 |
| 1997  | New York | 9  | 9  | 40.0 | .513 | .500 | .885  | 2.5 | 2.3 | .6  | .3  | 19.2 |
| 1998  | New York | 10 | 10 | 40.3 | .434 | .391 | .862  | 3.8 | 2.8 | .5  | .1  | 21.1 |
| 1999  | New York | 20 | 20 | 39.1 | .442 | .250 | .883  | 2.7 | 2.5 | .4  | .0  | 18.5 |
| 2000  | New York | 16 | 16 | 40.3 | .438 | .500 | .861  | 3.2 | 1.6 | 1.1 | .1  | 17.5 |
| 2001  | New York | 5  | 5  | 37.8 | .593 | .545 | 1.000 | 1.8 | 1.4 | .2  | .2  | 20.8 |
| Total | Total    | 63 | 63 | 40.0 | .448 | .419 | .884  | 2.9 | 2.2 | .6  | .1  | 19.2 |

## Vida personal
Allan es hijo de Wade y Alice Houston. Tiene una hermana llamada Lynn que acabó 4.ª en el campeonato de salto de altura en la NCAA.
Está casado con Tamara y son padres de una hija que nació el 12 de junio de 1999 y de un hijo que nació el 23 de abril de 2007.
Tuvo un papel en la película Black and White (1999). Apareció en un videoclip del trío de hip-hop Salt-N-Pepa. Luego también tuvo otro papel en la película Laws of Attraction (2004).
Es primo de Sonny Hughes un artista de hip hop y góspel.